# 綠山省 (波蘭)

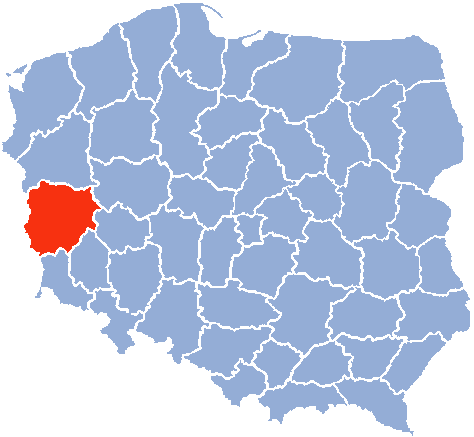
1975-1998年的綠山省

綠山省（波蘭語：Województwo zielonogórskie）是波蘭歷史上的一個省，始於1950年（自弗羅茨瓦夫省、波茲南省和什切青省）。1999年1月1日被併入盧布斯卡省。
1965年面積14,514平方公里，人口847,200人。1980年面積8,868平方公里。人口679,300人。首府綠山城。